# 八戸工業高等専門学校
八戸工業高等専門学校（はちのへこうぎょうこうとうせんもんがっこう、英称:National Institute of Technology, Hachinohe College 略称NITHC）は、青森県八戸市にある日本の国立高等専門学校。1963年に設置された。略称は八戸高専、八高専。本科1学科4コース、専攻科1専攻4コースを擁する。国立高専では初の4学期制を導入している。

## 概要
青森県で初めてかつ唯一の高等専門学校である。設置の過程では、八戸市と県庁所在地である青森市との間で激しい誘致合戦が起こり、八戸都市圏に含まれる岩手県北の市町村から支持もあって立地が決まった。
学生総定員数は856名（2020年4月現在）。女子学生が全体の20%を超える。男子寮・女子寮を整備している。

## 所在地
- 〒039-1192 青森県八戸市田面木字上野平(うわのたい)16-1
- 最寄駅：JR八戸駅
- JR八戸駅より南部バスもしくは市営バス乗換え、「高専前」バス停下車。もしくはタクシーにて約5分

## 沿革
- 1963年 国立高専2期校として創立（機械工学科、電気工学科、工業化学科）
- 1968年 土木工学科を設置
- 1991年 工業化学科を物質工学科へ改組
- 1995年 土木工学科を建設環境工学科へ改組
- 2002年 専攻科設置（機械・電気システム工学専攻、物質工学専攻、建設環境工学専攻）
- 2004年 独立行政法人国立高等専門学校機構 八戸工業高等専門学校へ移行
- 2005年 電気工学科を電気情報工学科へ改組
- 2015年 学科再編により4学科から1学科4コースへ[3]。学科名は「産業システム工学科」。コースは「機械システムデザイン」「電気情報工学」「マテリアル・バイオ工学」「環境都市・建築デザイン」となり、定員は各コース40人、計160人。

## 学科

### 本科（準学士課程）
- 産業システム工学科
定員は160名(1コースあたり40名)。
  - 機械システムデザインコース
    - 4学年次より機械・エネルギーシステム履修コース及び知能機械システム履修コースに分かれる。

  - 電気情報工学コース
    - 4学年次より電気電子システム履修コース及び知能情報システム履修コースに分かれる。

  - マテリアル・バイオ工学コース
    - 4学年次よりマテリアル工学履修コース及びバイオ工学履修コースに分かれる。

  - 環境都市・建築デザインコース
    - 4学年次より環境都市デザイン履修コース及び建築デザイン履修コースに分かれる。

### 専攻科（学士課程）
- 産業システム工学専攻
  - 機械システムデザインコース（定員4名）
  - 電気情報システム工学コース（定員4名）
  - マテリアル・バイオ工学コース（定員4名）
  - 環境都市・建築デザインコース（定員4名）

### 日本技術者教育認定機構（JABEE）認定
- 2002年4月より、新校長を迎え、JABEE認定を目標とした体制が発足した。赤点は従来の50点から現在の60点に引き上げられ、これにより留年する者が増える[要出典]。2005年にJABEEの認定を受ける。
- 2006年4月より、法改正を受けて授業が原則100分となった。大学との単位認定の関係もあり、高専が社会に認められるために必要だった[要出典]。
- 卒業（修了）条件の一つである校外実習の在り方も変化した。1週間または2週間だった校外実習が2週間になった。

## 4学期制（クォーター制）の導入
平成27年度から全国51国立高専の中では初となる4学期制（クォーター制）を導入した。これまでの前期、後期に代わって春学期・夏学期・秋学期・冬学期・発展学習期間で構成されている。
- 春学期（4月 - 5月）
必修科目が開講する。
- 夏学期（6月 - 7月）
春学期と同様、必修科目が開講する。
- 秋学期（9月 - 10月）
授業の開講はなく、8月の夏季休業と合わせて後述の自主探究の探究実行期間となる。
- 冬学期（11月 - 翌年1月）
春・夏学期と同様、必修科目が開講する。
- 発展学習期間（2月 - 3月）
春・夏・冬学期とは違い、開講する全ての科目が選択科目である。ここで取得した単位は次年度の単位に認定される。

また、単位も履修単位と学修単位の2種類となり、学修単位の科目については従来の半分の授業数となった（学習内容に変更はない）。

## 附属施設
- 図書館：学外者利用可
- 学生寮（北辰寮）：低学年（1 - 3学年）棟3棟及び高学年（4 - 5学年）棟1棟、女子寮2棟、留学生棟1棟にて構成
  - 低学年棟は基本的に1室3名（1学年2名と2、3学年1名）にて居住。
  - 高学年棟は基本的に1室2名にて居住。
  - 平成29年度より全寮制廃止[4]。
- 地域テクノセンター
  - 産官学連携を目的として設立。
- 総合情報センター
- 地域文化センター

## 学生生活
- 学校行事など
  - 高専祭
  - ロボットコンテスト
  - プログラミングコンテスト
  - 高専体育大会
  - 校内球技大会
  - 校内体育大会
- 寮内行事
  - 寮祭
  - 寮内スポーツ大会
  - 他

## 著名な出身者
- 天坂格郎 - 青山学院大学名誉教授、元オペレーションズマネジメント＆ストラテジー学会会長、元日本生産管理学会副会長
- 石橋佳大 - 総合格闘家
- いしわたり淳治[5][6] - 作詞家・音楽プロデューサー、元SUPERCAR
- 河崎愛美 - 小説家、第6回小学館文庫小説賞
- にしざわ学園 - お笑い芸人・プロゲーマー（裏切りマンキーコング）